# Luis Menéndez Alonso
Luis Menéndez Alonso, conocido como Lumen (Avilés, 12 de noviembre de 1892 - 1937), fue un escritor y bibliotecario español, de ideología krausista, fundador de varios proyectos de difusión cultural, entre ellos la Biblioteca Popular Circulante de Avilés (luego Biblioteca Pública Municipal “Bances Candamo”).

## Biografía
Nació en Avilés el 12 de noviembre de 1892, hijo de Bernardo Menéndez Díaz y Manuela Alonso Álvarez. Aficionado a la literatura desde niño, publicó su primera colaboración periodística en El Diario de Avilés en 1911. En 1912 se casó con María del Carmen Díaz Gutiérrez y fruto de este matrimonio nacieron seis hijos. 
Mientras trabajaba como oficial de peluquería, siguió publicando contribuciones en distintos periódicos y revistas locales y provinciales, alcanzando cierto prestigio como escritor. También publicó artículos en revistas hispanoamericanas y obtuvo un premio en los Juegos Florales de Játiva. 
En 1918, junto con un grupo de amigos, ideó crear una biblioteca que permitiese el préstamo a domicilio. Nace así la Biblioteca Popular Circulante, que empezó a funcionar en 1920 con la cesión de un local por parte del Ayuntamiento, una subvención de 500 pesetas anuales y el nombramiento de Lumen como bibliotecario. 
Llegó a ser director de las revistas La Batelera en 1923 y El Bollo en 1924, así como de Avilés Gráfico, publicación fundada por él y que apareció por primera vez en 1925. En 1926 gana por oposición una plaza en la Secretaría del Ayuntamiento de Avilés. 
Siguiendo los ideales krausistas, participó en múltiples actividades relacionadas con la extensión de la enseñanza, la cultura y el arte al pueblo, convencido de que así se contribuía a la modernización y progreso de la sociedad.
Interesado también por las artes plásticas, colaboró activamente en su dinamización en Avilés, organizando numerosas exposiciones de jóvenes artistas avilesinos y participando en la creación de la Sociedad de Amigos del Arte de Avilés, cuyo fin era fomentar el arte, ayudar a los artistas y crear un museo local.
Fue militante de Izquierda Republicana, partido político fundado por Manuel Azaña en 1934. Durante la guerra civil española, fue encausado por “rebelión” y, tras la celebración de un juicio sumarísimo, condenado a muerte. El 12 de noviembre de 1937, precisamente el día que cumplía 45 años, fue fusilado por fuerzas del ejército sublevado, y como en otros muchos casos borrada temporalmente su memoria.

## Obra
- Además de sus artículos en revistas y periódicos, de los que no existe una recopilación, colaboró con Constantino Suárez Fernández, “Españolito”, en la elaboración de su obra Escritores y artistas asturianos: índice bio-bibliográfico, un diccionario en siete volúmenes que ofrece una completa referencia bio-bibliográfica de la literatura asturiana.
- Mirando hacia la cumbre, antología de su obra en verso publicada por Mundo Latino en 1925 y prologada por José Francés.
- La hora de los imposibles, novela inédita.

## Reconocimientos

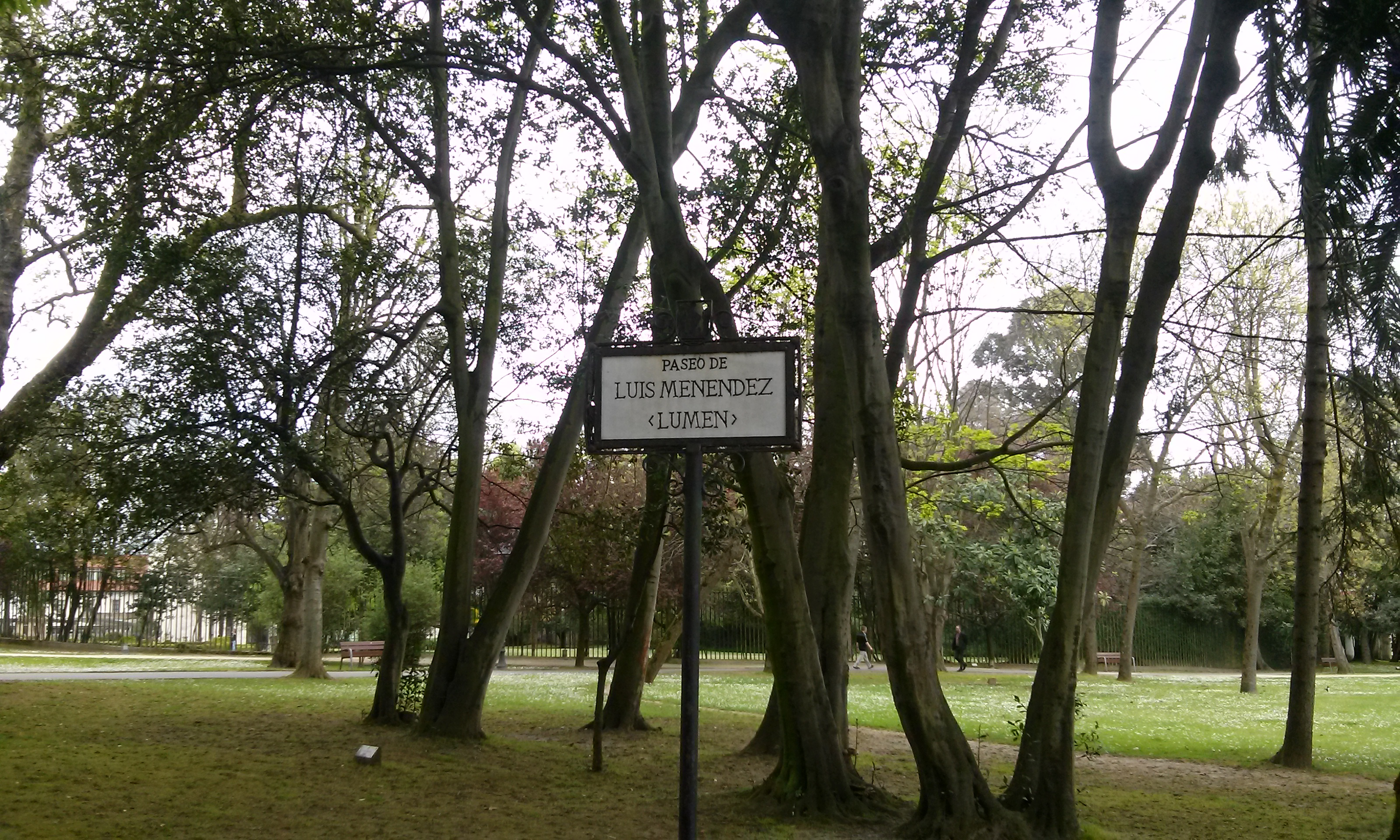
Paseo de Luis Menéndez Alonso "Lumen" en el Parque de Ferrera, Avilés.

En 1925, la intelectualidad avilesina le tributó un homenaje presidido por José Francés y José Manuel Pedregal. En 1980, el Ayuntamiento en pleno acordó por unanimidad poner su nombre a uno de los principales paseos del Parque de Ferrera, que va desde la calle Rivero hasta el edificio de La Noria. El 21 de abril de 2006, bajo el título Lumen vuelve a casa, se instaló, en la Casa Municipal de Cultura de Avilés, un busto de bronce del escritor donado por su familia, obra del escultor avilesino Ramón Caso de los Cobos.